# Stanislav Govorukhin
Stanislav Govorukhin (Perm, 29 de março de 1936 - Barvikha, 14 de junho de 2018) foi um diretor de cinema russo.